# Verb negatiu
El verb negatiu és un verb auxiliar que fan servir moltes llengües uralianes per a construir els predicats negatius. Alhora el verb negatiu requereix acompanyar formes específiques del verb principal, que es denominen "connegatives".
Per exemple, en finès, el verb negatiu té un paradigma defectiu que només té les formes comunes en, et, ei, emme, ette, eivät que es combinen amb els connegatius de present, passat, condicional, potencial etc per a formar present negatiu, passat negatiu, condicional negatiu, potencial negatiu etc; i les d'imperatiu älä, älköön, älkäämme, älkää, älkööt que es combinen amb els connegatius d'imperatiu per formar l'imperatiu negatiu.
Exemples:
puhun / en puhu ~"jo parlo / jo no parlo"
puhuit	/ et puhunut ~"tu parlaves / tu no parlaves"
hän puhuisi / hän ei puhuisi ~"ell parlaria / ell no parlaria"
puhukaa! / älkää puhuko! ~"parleu! / no parleu!"